# Rugby Europe U19 Championship 2008
El Rugby Europe U19 Championship del 2008 se disputó en Polonia y fue la segunda edición del torneo en categoría M19.
El campeón del torneo fue Rumania, quien clasificó al Trofeo Mundial de Rugby Juvenil 2009.

## Equipos participantes
- Selección juvenil de rugby de Bélgica
- Selección juvenil de rugby de España
- Selección juvenil de rugby de Georgia
- Selección juvenil de rugby de Países Bajos
- Selección juvenil de rugby de Polonia
- Selección juvenil de rugby de Portugal
- Selección juvenil de rugby de Rumania
- Selección juvenil de rugby de Rusia

## Posiciones

### Cuartos de final
- Los perdedores avanzan a la copa de plata

| 21 de septiembre | Rumania | 28 - 9 | Bélgica |  |  |

| 21 de septiembre | Portugal | 24 - 8 | España |  |  |

| 21 de septiembre | Georgia | 62 - 7 | Países Bajos |  |  |

| 21 de septiembre | Polonia | 11 - 22 | Rusia |  |  |

### Semifinal de Plata
| 24 de septiembre | España | 27 - 20 | Bélgica |  |  |

| 24 de septiembre | Polonia | 6 - 19 | Países Bajos |  |  |

### Semifinales Campeonato
| 24 de septiembre | Rumania | 20 - 20 | Portugal |  |  |

| 24 de septiembre | Georgia | 37 - 0 | Rusia |  |  |

### Séptimo puesto
| 27 de septiembre | Polonia | 5 - 27 | Bélgica |  |  |

### Quinto puesto
| 27 de septiembre | España | 22 - 7 | Países Bajos |  |  |

### Tercer puesto
| 27 de septiembre | Rusia | 32 - 29 | Portugal |  |  |

### Final
| 27 de septiembre | Rumania | 31 - 28 | Georgia |  |  |

| Bandera de Rumania |
| Campeón Rumania    |
| Segundo título     |